# Poraqueiba paraensis
Poraqueiba paraensis är en tvåhjärtbladig växtart som beskrevs av Adolpho Ducke. Poraqueiba paraensis ingår i släktet Poraqueiba och familjen Icacinaceae. Inga underarter finns listade i Catalogue of Life.